# نیسوا (مینه‌سوتا)
نیسوا، مینه‌سوتا (به انگلیسی: Nisswa, Minnesota) یک شهر در ایالات متحده آمریکا است که در شهرستان کرو وینگ، مینه‌سوتا واقع شده‌است.

## خصوصیات
نیسوا ۴۷٫۵۰ کیلومترمربع مساحت و ۱٬۹۷۱ نفر جمعیت دارد و ۳۷۵ متر بالاتر از سطح دریا واقع شده‌است.